# Erika Ervin

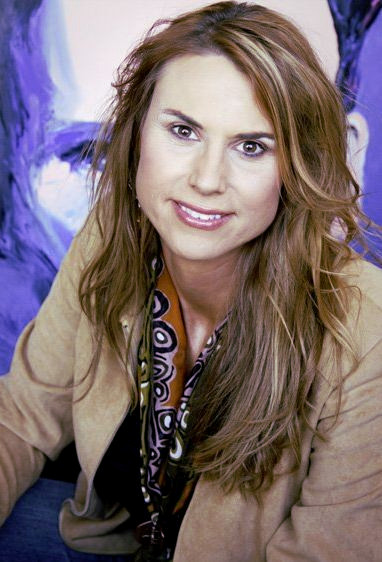
Erika Ervin (2012)

Erika Ervin, auch bekannt unter ihrem Künstlernamen Amazon Eve, geboren als William Ervin (* 23. Februar 1979 in Turlock, Kalifornien), ist eine US-amerikanische Schauspielerin, Model und Fitnesstrainerin.

## Leben und Karriere
Erika Ervin wurde als William Ervin im US-Bundesstaat Kalifornien geboren und maß bereits im Alter von 14 Jahren 180 cm. Sie studierte an einem College in der Bay Area und erlangte Abschlüsse in Theaterwissenschaft und Business Management.
Im Anschluss hatte sie vor, im Schauspielgewerbe zu arbeiten, bekam jedoch aufgrund ihrer Größe – mittlerweile 201 cm – nur Rollen als Außerirdische oder Monster angeboten. Daraufhin widmete sie sich erneut einem Studium, diesmal Rechtswissenschaft und Sport. Nachdem sie sich selbst aufgrund ihrer Maße als eine Art Plus-Size-Superwoman akzeptiert hatte, begann sie als Fitnesstrainerin zu arbeiten. Seitdem ist sie auch als Model aktiv – neben regulären Fotoshootings stellt sie sich ebenfalls für fotografische Größenvergleiche zur Verfügung.
Im Jahr 2004 ließ Ervin geschlechtsangleichende Maßnahmen an sich vornehmen und lebt seitdem als Frau. 2011 erhielt sie einen Eintrag in das Guinness-Buch der Rekorde als größtes professionelles Model; seit Juli 2017 trägt diesen Titel allerdings die Russin Ekaterina Lisina.
Nach mehreren kleinen Rollen in Kurzfilmen und Serien gehörte sie 2014 zur Truppe der Freaks in der vierten Staffel der Fernsehserie American Horror Story namens Freak Show. Die Figur trug ihren Künstlernamen Amazon Eve und blieb besonders durch die Szenen mit der nur 62,8 cm kleinen (und somit kleinsten Frau der Welt) Jyoti Amge in der Rolle der Mahadevi „Ma Petite“ Patel im Gedächtnis. Zur achten Staffel von AHS, Apocalypse, wurde Ervin erneut für eine Nebenrolle unter Vertrag genommen.